# Jenö Alexander Pólya
Jenö Alexander Pólya (Eugen Polya, ur. 30 kwietnia 1876 w Budapeszcie, zm. 6 grudnia 1944) – węgierski lekarz, chirurg. 
Jenö Alexander Pólya urodził się 30 kwietnia 1876 roku jako syn prawnika Jakaba Pólyi (1844-1897) i jego żony Anny. Jego brat George Pólya (1887-1985) był uznanym matematykiem. Drugi brat, László, zginął w I wojnie światowej. Miał jeszcze dwie siostry, Flórę i Ilonę.
Studiował w Budapeszcie i w 1898 roku otrzymał tytuł doktora medycyny. Specjalizował się dalej w chirurgii, był asystentem Gyuly Dollingera i Máno Freiherr von Herczela. W 1909 habilitował się z anatomii chirurgicznej w Budapeszcie, w 1914 został tytularnym profesorem.
Pólya został zamordowany w grudniu 1944 roku podczas oblężenia Budapesztu przez Rosjan. Pólya znajdował się w kolumnie ludzi opuszczającej miasto przez most nad Dunajem, gdy zauważył grupę Strzałokrzyżowców brutalnie traktujących Żydów czekających na deportację. Interweniował i został zamordowany strzałem w głowę, a jego ciało wrzucone do rzeki.
Pólya był jednym z najwybitniejszych węgierskich chirurgów, znanym w Europie i Ameryce. W 1939 został honorowym członkiem American College of Surgeons. Był autorem ponad 200 artykułów naukowych. W 1928 wydał podręcznik chirurgii. Niekiedy używa się terminu operacji Pólyi na wprowadzoną przez niego modyfikację gastroenterostomii sposobem Billroth II.

## Wybrane prace
- Untersuchung über die Lymphbahnen des Wurmfortsatzes und des Magens[3] (1903)
- Untersuchungen über die Lymphbahnen der Wangenschleimhaut[4] (1902)
- Die Wirkung des Trypsins auf das lebende Pankreas[5] (1908)
- Die Pathogenese der retrograden Inkarzeration des Darmes[6] (1911)
- Beitrag zum plastischen Verschluß der Leistenbruchpforte[7] (1913)
- Jejunumcolon- und Magencolonfistel nach Gastroenterostomie[8] (1913)